# Marian Masłowski
Marian Piotr Masłowski (ur. 2 sierpnia 1898 w Zawierciu, zm. w marcu 1945 tamże) – polski chemik i entomolog.

## Życiorys
Był synem Leonarda Masłowskiego i Stanisławy z domu Borkowskiej. Po ukończeniu w 1916 kieleckiej Średniej Szkoły Handlowej wyjechał do Warszawy, gdzie studiował na Wydziale Chemicznym Politechniki Warszawskiej. Przez wybuch wojny polsko-bolszewickiej i nasilenie objawów epilepsji zmuszony był przedłużyć naukę. Dyplom inżyniera uzyskał dopiero w 1932, jednak ze względów zdrowotnych nie mógł podjąć pracy w swoim zawodzie. Uczestniczył w kampanii wrześniowej. Wzięty do niewoli, był więziony w obozie jenieckim, skąd zwolniono go w maju 1940. Po powrocie do Zawiercia pracował w zakładzie przemysłowym, co doprowadziło do wyczerpania fizycznego, a w jego wyniku do śmierci w marcu 1945.

## Entomologia
Od dzieciństwa razem z bratem Ludwikiem był zafascynowany entomologią, obaj kolekcjonowali i opracowywali naukowo w profesjonalny sposób motyle i ptaki, które występowały w okolicach ich rodzinnego miasta. W 1927 podczas studiów na Politechnice Warszawskiej otrzymał etat w Państwowym Muzeum Zoologicznym, gdzie po otrzymaniu stypendium z Funduszu Kultury Narodowej kontynuował badania wcześniej prowadzone z bratem. 
Bracia Masłowscy zgromadzili bogatą kolekcję motyli i ptaków z okolic Zawiercia. Przygotowali na ten temat trzyczęściową pracę, która składała się z publikacji: Motyle okolic Zawiercia, Nowe odmiany motyli większych Macrolepidoptera i Przyczynek do poznania fauny ornitologicznej powiatu Zawiercie. Wspólnie z Jerzym Kremkym opublikował w 1933 pracę Studien an einigen Arten der Gattung Hemimene Hb. (Lepidoptera, Tortricidae).